# Wicker Frosch

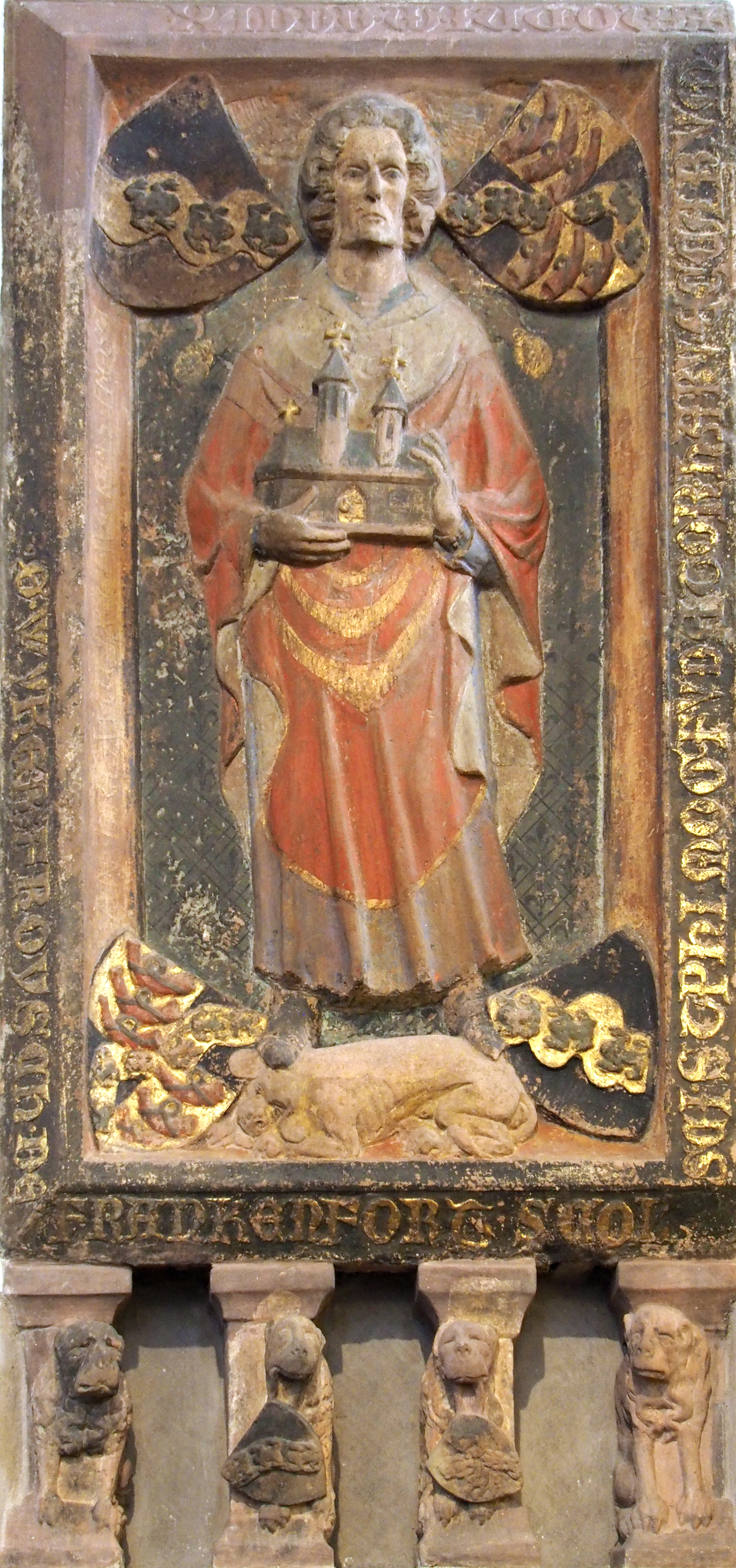
Epitaph für Wicker Frosch in der Frankfurter Katharinenkirche

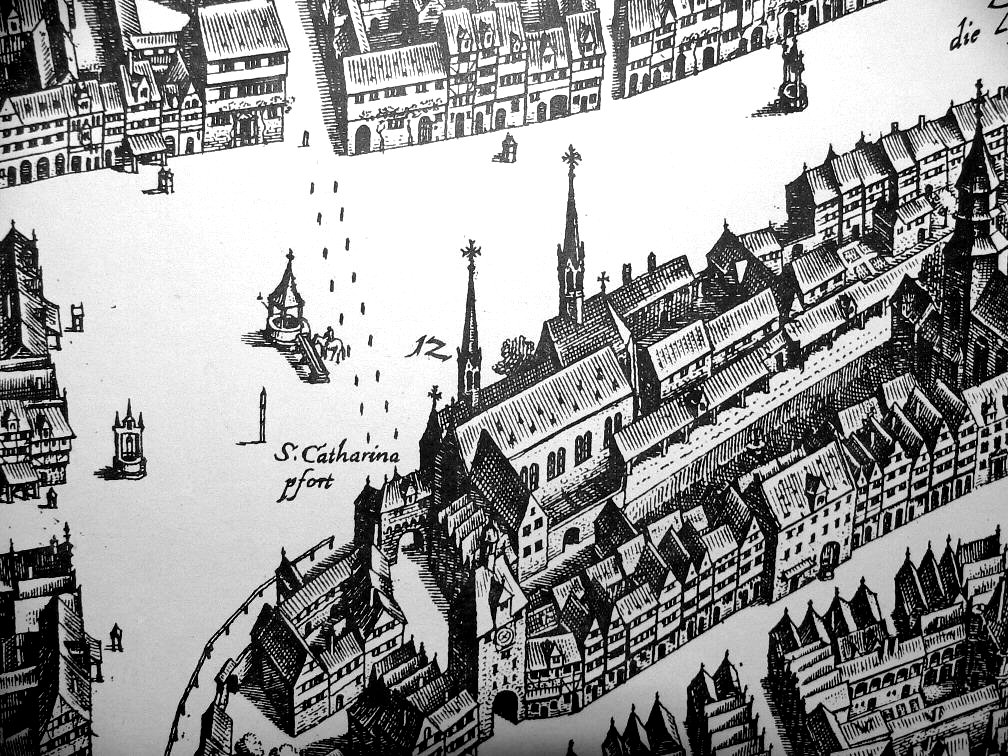
Heiligkreuz- und Katharinenkapelle auf dem Merian-Stich von 1628

Wicker Frosch (* vor 1300 in Frankfurt am Main; † 10. Oktober 1363 in Mainz) war ein Frankfurter Patrizier und Kanoniker in Frankfurt und Mainz. Er stiftete eine Reihe noch heute bestehender Einrichtungen, darunter das Katharinenkloster, eine Versorgungseinrichtung für alte, bedürftige christliche Frankfurter Frauen, und die Katharinenkirche.

## Leben
Wie bei vielen Menschen seiner Zeit ist von Wicker Frosch weder sein Geburtsdatum bekannt, noch liegen Zeugnisse aus seiner Jugend vor. Die erste urkundliche Erwähnung datiert aus dem Jahr 1324 als Kantor von  St. Stephan in Mainz.
Sein Vater war der Schöffe und Ratsherr Heilmann Frosch († 1340). Seine Mutter war Elisabeth von Geisenheim. Die Familie Frosch war sehr begütert und besaß zahlreiche Höfe und Güter in und um Frankfurt. Die ältesten in Frankfurt nachweisbaren Namensträger waren Heinrich zu Frosch (1295 erwähnt, † 1302) und Wigel zu Frosch († zwischen 1296 und 1300).
Wicker hatte beide Rechte und Theologie studiert und den Grad eines Magisters erworben, doch ist nicht bekannt wo. Sein Bruder Heilmann († 6. April 1365) ist 1311 an der Universität von Bologna nachweisbar. Er war von 1323 bis zu seinem Tode Pleban des Bartholomäusstifts und damit Stadtpfarrer von Frankfurt. Sein anderer Bruder Siegfried († 1350 oder 1351) wurde siebenmal Bürgermeister von Frankfurt (1324, 1328, 1333, 1338, 1343, 1344 und 1350).
Auch andere Mitglieder der Familie Frosch hatten seinerzeit wichtige politische und geistliche Ämter inne, so sein Onkel Siegfried als Bürgermeister und Schöffe und dessen Sohn Wigel als Kanonikus am Liebfrauenstift.
1329 wurde Wicker Frosch als Kantor in das Kapitel des Bartholomäusstiftes aufgenommen. 1343 wird er als Scholaster (Leiter der Stiftsschule) an St. Stephan in Mainz erwähnt. Wicker Frosch gehörte zu einem kaisertreuen Kreis um den Mainzer Erzbischof Heinrich von Virneburg, der sich 1338 im Streit zwischen Kaiser Ludwig dem Bayern und dem Papst gegen dessen Einmischung in die deutschen Angelegenheiten gestellt hatte. Auch die Stadt Frankfurt hielt trotz eines Interdikts zu Ludwig, der ihr zahlreiche Privilegien bewilligt hatte, unter anderem die Abhaltung einer zweiten Messe im Frühjahr (1330) und die Erweiterung des Stadtgebiets um das Dreifache (1333).
Nach einer Zeit stürmischen Wachstums wurde Frankfurt kurz nacheinander von zwei schweren Katastrophen betroffen: Im Juli 1342 stieg das Magdalenenhochwasser des Mains auf den höchsten jemals erreichten Stand, wobei unter anderem die Mainbrücke samt ihrer wenige Jahre zuvor von Wicker Frosch gestifteten Brückenkapelle zerstört wurde. 1349 wütete der Schwarze Tod auch in Frankfurt, dabei starben innerhalb von 192 Tagen über 2000 Menschen (rund 20 % der Bevölkerung).
In diese Zeit fallen die bedeutendsten Stiftungen Wicker Froschs: Am 23. Oktober 1343 schenkte ihm der Rat der Stadt Frankfurt ein Grundstück in der damals noch im Aufbau befindlichen Neustadt außerhalb der Staufenmauer. Auf diesem Grundstück errichtete er 1344 mit Erlaubnis des zuständigen Erzbischofs von Mainz ein Spital zu Ehren des Heiligen Kreuzes, das er 1346 mit einer großzügigen Stiftung ausstattete. 1353 stiftete er ein Kloster zu Ehren der heiligen Jungfrauen Katharina und Barbara. Spital und Kloster erhielten zwei nebeneinanderliegende kleine gotische Kapellen. Aus dem Spital ging später das noch heute bestehende St. Katharinen- und Weißfrauenstift hervor, das Kloster wurde nach der Reformation zur evangelischen Katharinenkirche.
Seine Stiftungen fanden überregionale Beachtung und Anerkennung, unter anderem durch einen Ablass, den 24 Kardinäle und Bischöfe in Avignon 1361 allen erteilten, die Spital und Kloster besuchten und für das Wohl des Stifters beteten oder einen finanziellen Beitrag leisteten. Zur politischen Absicherung ließ er sich seine Stiftungen 1354 vom Mainzer Erzbischof, 1358 vom Papst und 1361 vom Kaiser bestätigen.
Mit Kaiser Karl IV. verband ihn ein enges Verhältnis. 1350 ernannte Karl ihn zum Hofkaplan.  Am 30. September 1360 erhob Karl ihn in den Adel. Dieser Adelsbrief ist der älteste bekannte Fall einer Nobilitierung in Deutschland. 1359 reiste er im Auftrag der Stadt Frankfurt nach Rom, um von der päpstlichen Kurie die Befreiung der Stadt von der geistlichen Gerichtsbarkeit des Mainzer Erzbischofs zu erwirken. Für die erfolgreiche Mission zur Erlangung dieses Privilegs verlieh ihm der Rat der Stadt eine Prämie von 200 Gulden.
Er starb am 10. Oktober 1363 in Mainz. In seinem Testament vom 6. August 1363 hatte er verfügt, dass er in Frankfurt beigesetzt werden wollte, doch wurde diese Bestimmung in einer zweiten Fassung des Testaments vom 28. September wieder gestrichen. Da er bis zuletzt Schulmeister an St. Stephan war, wurde er deshalb vermutlich dort begraben. Doch erhielt er kurz darauf auch einen Gedenkstein im Katharinenkloster in Frankfurt, der 1509 als Grabstein bezeichnet wurde. Dieser Gedenkstein ist noch erhalten, er befindet sich in der heutigen Katharinenkirche.

## Bemerkenswertes
- Wicker Frosch wird in dem Roman Der Jude von Karl Spindler (erschienen 1827) als „Hauskaplan und rechte Hand“ Kaiser Karls IV. erwähnt.
- Nach Wicker Frosch ist eine Straße in der Kuhwaldsiedlung im Frankfurter Stadtteil Bockenheim benannt.